# Hugo Dyson
Henry Victor Dyson, detto Hugo Dyson (7 aprile 1896 – 6 giugno 1975), è stato un anglista e studioso di lingua anglosassone britannico; fu membro del gruppo letterario degli Inklings. Era un cristiano convinto, e insieme a J. R. R. Tolkien persuase C. S. Lewis a convertirsi attivamente al Cristianesimo. Dyson insegnò Inglese all'Università di Reading dal 1924 fino a quando ottenne un posto al Merton College di Oxford nel 1945. Si ritirò nel 1963.
Dyson non fu notato per la frequenza di pubblicazione dei suoi lavori ma per l'alta qualità e la voluminosa quantità delle sue lezioni universitarie. Preferiva incontrarsi solo ai raduni degli Inklings in cui si discuteva e non quando si leggevano le opere, ed è ricordato nella biografia di Lewis da A. N. Wilson per aver interrotto bruscamente Tolkien durante una delle sue letture de Il Signore degli Anelli con la frase: "Oh no! Not another fucking elf!". Dopo di ciò, Tolkien spesso limitò le sue letture alle volte in cui Dyson non era presente.